# توم جرينهالغ
توم جرينهالغ (بالإنجليزية: Tom Greenhalgh)‏ هو مغني بريطاني، ولد في 4 نوفمبر 1956 في ستوكهولم في السويد.

## وصلات خارجية
- توم جرينهالغ على موقع الموسوعة البريطانية (الإنجليزية)
- توم جرينهالغ على موقع ميوزك برينز (الإنجليزية)
- توم جرينهالغ على موقع ديسكوغز (الإنجليزية)